# Primavera, Chiapas
Primavera är en ort i Mexiko.   Den ligger i kommunen Tapachula och delstaten Chiapas, i den sydöstra delen av landet, 900 km sydost om huvudstaden Mexico City. Primavera ligger 249 meter över havet och antalet invånare är 169.
Terrängen runt Primavera är platt åt sydväst, men åt nordost är den kuperad. Runt Primavera är det ganska tätbefolkat, med 239 invånare per kvadratkilometer. Närmaste större samhälle är Tapachula, 4,2 km söder om Primavera. Trakten runt Primavera består till största delen av jordbruksmark.